# Drosophila verticis
Drosophila verticis är en tvåvingeart som beskrevs av Samuel Wendell Williston  1896. Drosophila verticis ingår i släktet Drosophila och familjen daggflugor.
Artens utbredningsområde är Västindien.